# Virginia Eliza Clemm
Virginia Eliza Clemm Poe (Baltimora, 10 agosto 1822 – Fordham, 30 gennaio 1847) è stata la moglie nonché cugina prima dell'autore e poeta americano Edgar Allan Poe.

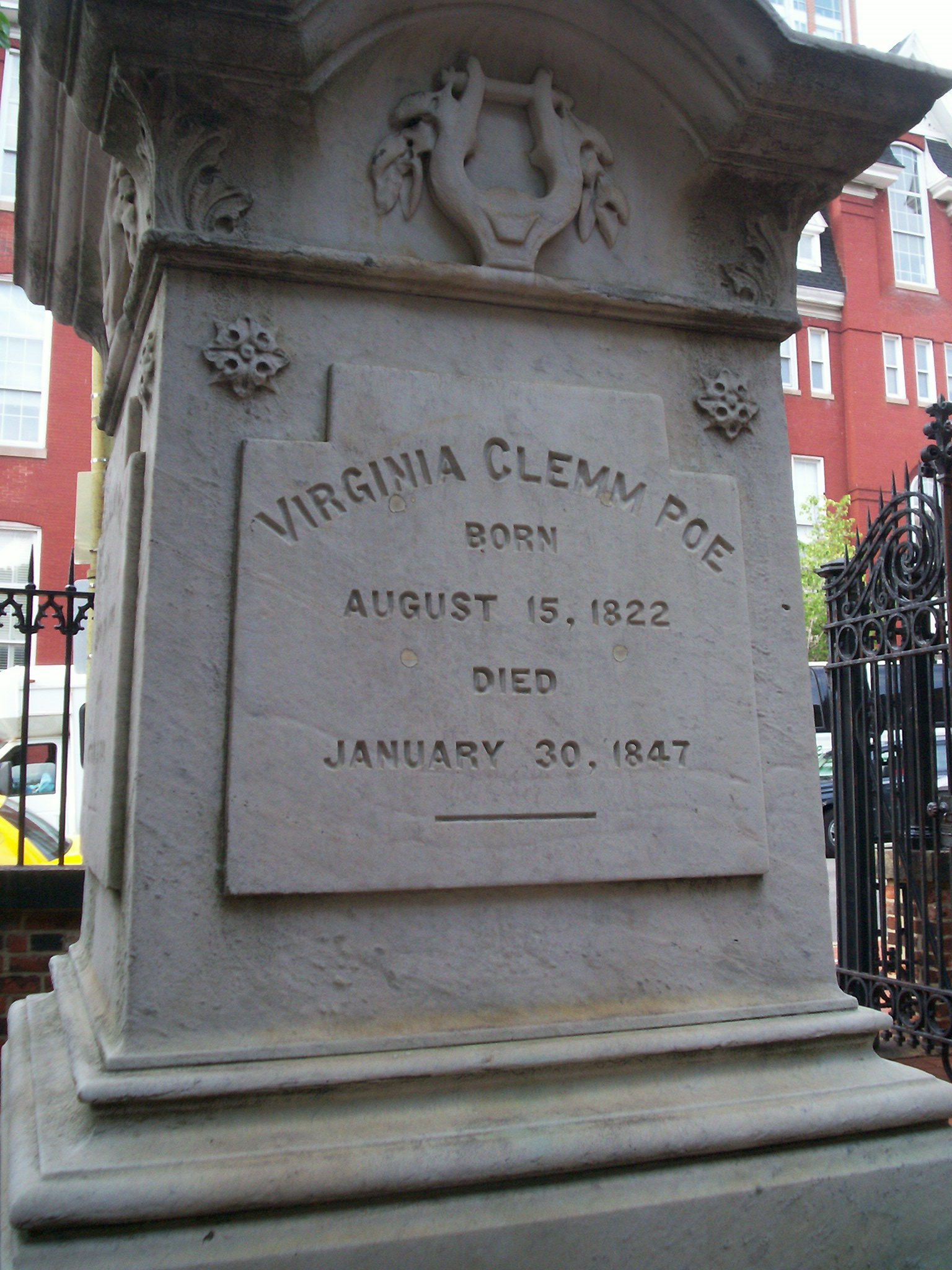
Memoriale di Virginia Eliza Clemm, coniugata "Poe", nei pressi della sepoltura a Westminster Hall

La loro relazione iniziò quando lei aveva solo 13 anni e Poe ne aveva 26. La figura della giovane moglie fu di ispirazione per molte delle misteriose e al contempo fragili e forti figure femminili narrate da Poe, molto devoto alla moglie e molto rispettoso delle donne in generale.

## Biografia

### Primi anni di vita
Virginia nacque a Baltimora, nel Maryland: era la più giovane dei cinque figli di William Clemm e della sua seconda moglie Maria Poe (1790-1871), zia di Edgar. Suo padre morì quando aveva sette anni.
Successivamente, Virginia, la madre e i suoi quattro fratelli maggiori si trasferirono a Richmond, in Virginia, dove la ragazzina incontrò Edgar Allan Poe, suo cugino di primo grado.
Virginia veniva descritta come molto piccola e fragile, il che portò a speculazioni che soffrisse di tubercolosi come la madre di Poe, cosa che poi si rivelerà vera.
(Mary Sargeant Gove Nichols, Reminiscences of Edgar Allan Poe)

### Matrimonio con Poe

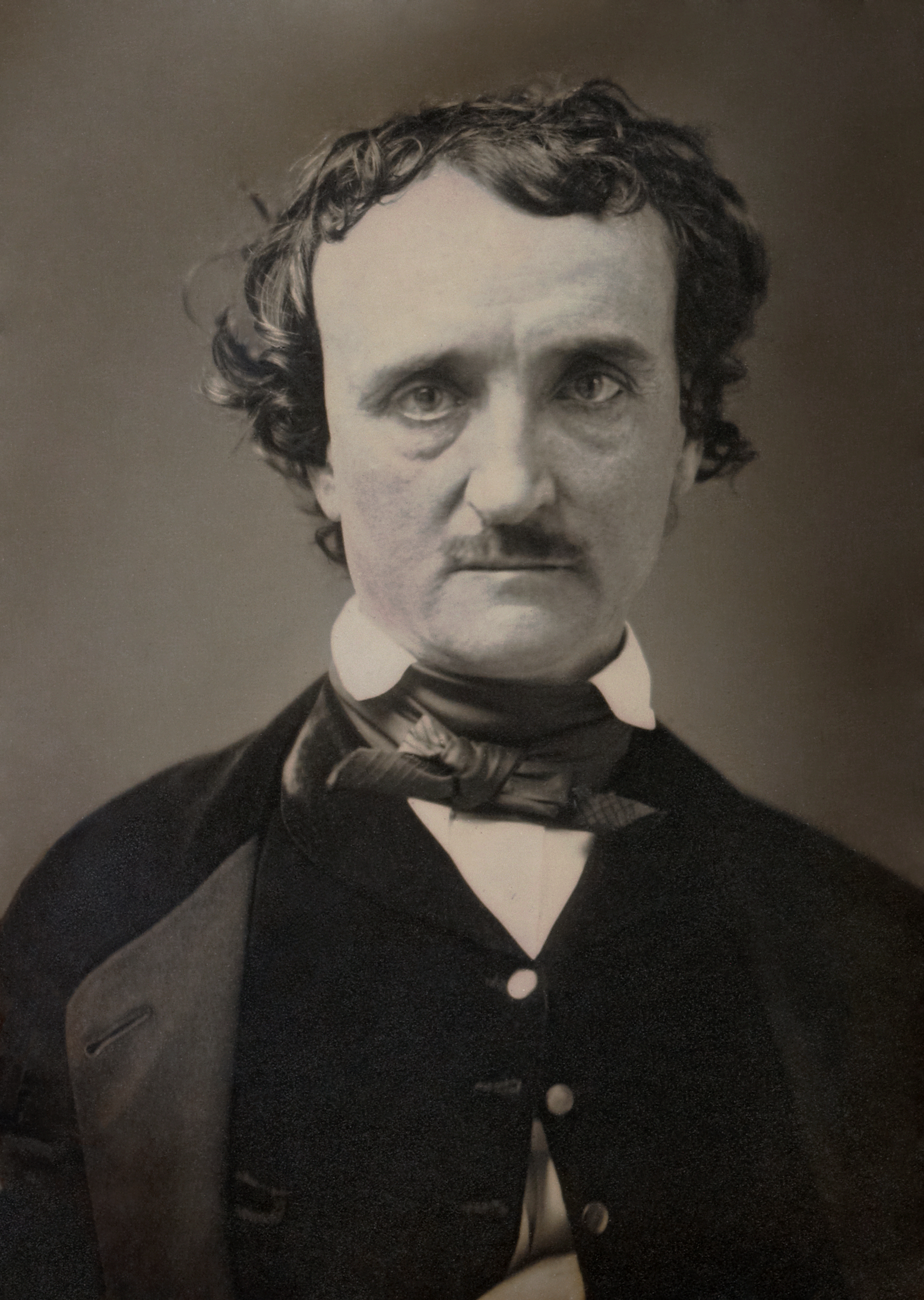
Edgar Allan Poe

Virginia in maniera consensuale sposò segretamente suo cugino Edgs il 22 settembre 1835, quando aveva 13 anni (anche se sul certificato di matrimonio si attestava che ne avesse 21), mentre Poe 26.
Al contrario del matrimonio tra cugini, molto comune, la giovanissima età della sposa era ormai inconsueta già ai tempi, tanto che la psicanalista francese Marie Bonaparte, contemporanea dei coniugi, spiegò che il matrimonio non fu mai consumato: infatti, pur essendo un rapporto d'amore, quello tra Poe e Virginia non era un rapporto di natura sessuale, bensì una relazione platonica, tanto che i coniugi stessi si definivano "fratello e sorella".
Inoltre è certo che i due non condivisero il letto fino a che Virginia non ebbe compiuto 16 anni, così come è risaputo l'ampio rispetto per le donne e l'estrema devozione che Poe nutriva per la moglie, che venerava e ammirava più di chiunque altro, tanto che il migliore amico dello scrittore, Francis Osgood, definiva la donna "l'unica che lui ha mai davvero amato".
Ma nonostante ciò, il matrimonio tra Virginia e Edgar fu, così come tutta la vita dello scrittore, pieno di infelicità, drammi e tragedie. Infatti i due erano spesso ridotti in povertà, dalla salute molto cagionevole e perciò spesso malati: Virginia di malattie respiratorie, mentre Edgar dei problemi cardiaci di cui soffriva dalla nascita. Poe però, nonostante fosse a sua volta malato, non mancava mai a prendersi cura di lei e starle vicino. Una sera, nel mese di gennaio 1842, Virginia mostrò i primi segni di "deperimento da consunzione", la condizione oggi conosciuta come tubercolosi o tisi, la malattia respiratoria più comune e letale all'epoca: mentre stava cantando e suonando il pianoforte ebbe un attacco di tosse, le si ruppe un vaso sanguigno in gola ed ebbe la prima emorragia polmonare con emottisi. Si trattava della stessa malattia che uccise la madre dello scrittore (tubercolosi polmonare), ma con in più laringite tubercolare e la tubercolosi tonsillare. Poe iniziò a bere più intensamente per via dello stress causato dalla malattia della moglie; lasciò Graham e tentò di trovare una nuova posizione e nuovi lavori che gli permettessero di curare adeguatamente Virginia, ma non riuscì a guadagnare molto. A causa del freddo e del poco cibo Virginia peggiorò; fu costretta all'inizio a usare il vecchio mantello militare di Edgar come coperta. Già nel 1846 sapeva che presto sarebbe morta, ma voleva fare il possibile affinché Edgar fosse felice, e gli disse che sarebbe diventata il suo "angelo custode". È stato ipotizzato che fino al 1847 Poe abbia avuto una relazione extraconiugale con Frances "Fanny" Sargent Osgood, poetessa sposata con l'amico Francis e anche lei sofferente di tisi, deceduta nel 1850, nonché con Elizabeth F. Ellet.

### Morte
Virginia morì nel 1847 all'età di 24 anni, nel povero cottage di Fordham, nel Bronx, dove dimorava con il marito, e dove Poe avrebbe continuato a vivere dopo la morte di lei, piombando in una profonda depressione e peggiorando i problemi cardiaci di cui già soffriva e il suo alcolismo. Charles Chauncey Burr scrisse che Poe fu trovato molte volte quasi assiderato nella neve, di notte e d'inverno, seduto vicino alla tomba della moglie.
In seguito Poe progettò di risposarsi, con Sarah Elmira Royster-Shelton, ma morì improvvisamente nel 1849.

## Principale fonte d'ispirazione di Poe
Virginia spesso ispirò le poesie (come Lenore e la celebre Annabel Lee, ultimo componimento completo dell'autore) e le storie di Poe, che la idolatrava in tutto e per tutto. I biografi e i critici spesso suggeriscono che il tema frequente negli scritti di Poe della "morte di una bella donna" (si vedano anche Il corvo con la figura della "perduta Lenore", Ligeia, Morella, Eleonora, Berenice, Il ritratto ovale) nasca dalla ripetuta perdita o malattie di donne a cui teneva, per tutta la sua vita. Questo tema gli ispirò alcune delle sue pagine migliori a suo dire e in questo senso va intesa l'affermazione ne La filosofia della composizione che non ci sarebbe "niente di più poetico".
In maniera precisa, nel racconto horror La caduta della casa degli Usher dove è riconoscibile lo stesso Poe nelle caratteristiche dell'immaginario protagonista Usher, nella coprotagonista, la sorella Madeline Usher, è ravvisabile la stessa Virginia Clemm.
Dopo la morte dell'autore, il suo primo biografo, William Fearing Gill, autore di The Life of Edgar Allan Poe, recandosi sulla tomba di Virginia Clemm, nel 1875, trovò il becchino che la stava disseppellendo, per gettarne le ossa in una fossa comune, le prese e le pose in un reliquiario sotto il proprio letto e lì restarono per molto tempo, finché, a quanto racconta Gill, un corvo venne a rimproverarlo, fece quindi avere le ossa agli eredi di Poe, che le seppellirono nella tomba attuale, nello stesso cimitero dove fu seppellito lo scrittore, Westminster Hall.